# Tresness Cairn
|  | Dieser Artikel oder Abschnitt wurde wegen inhaltlicher Mängel auf der Qualitätssicherungsseite des Projekts Bronzezeit eingetragen. Dies geschieht, um die Qualität der Artikel aus diesem Themengebiet auf ein akzeptables Niveau zu bringen. Bitte hilf mit, die Mängel dieses Artikels zu beseitigen, und beteilige dich an der Diskussion! |

| QS Vor- und Frühgeschichte | Dieser Artikel wurde aufgrund von inhaltlichen Mängeln auf der Qualitätssicherungsseite des WikiProjekts Vor- und Frühgeschichte eingetragen. Dies geschieht, um die Qualität der Artikel aus diesem Themengebiet auf ein akzeptables Niveau zu bringen. Bitte hilf mit, die inhaltlichen Mängel dieses Artikels zu beseitigen, und beteilige dich bitte an der Diskussion! |  |

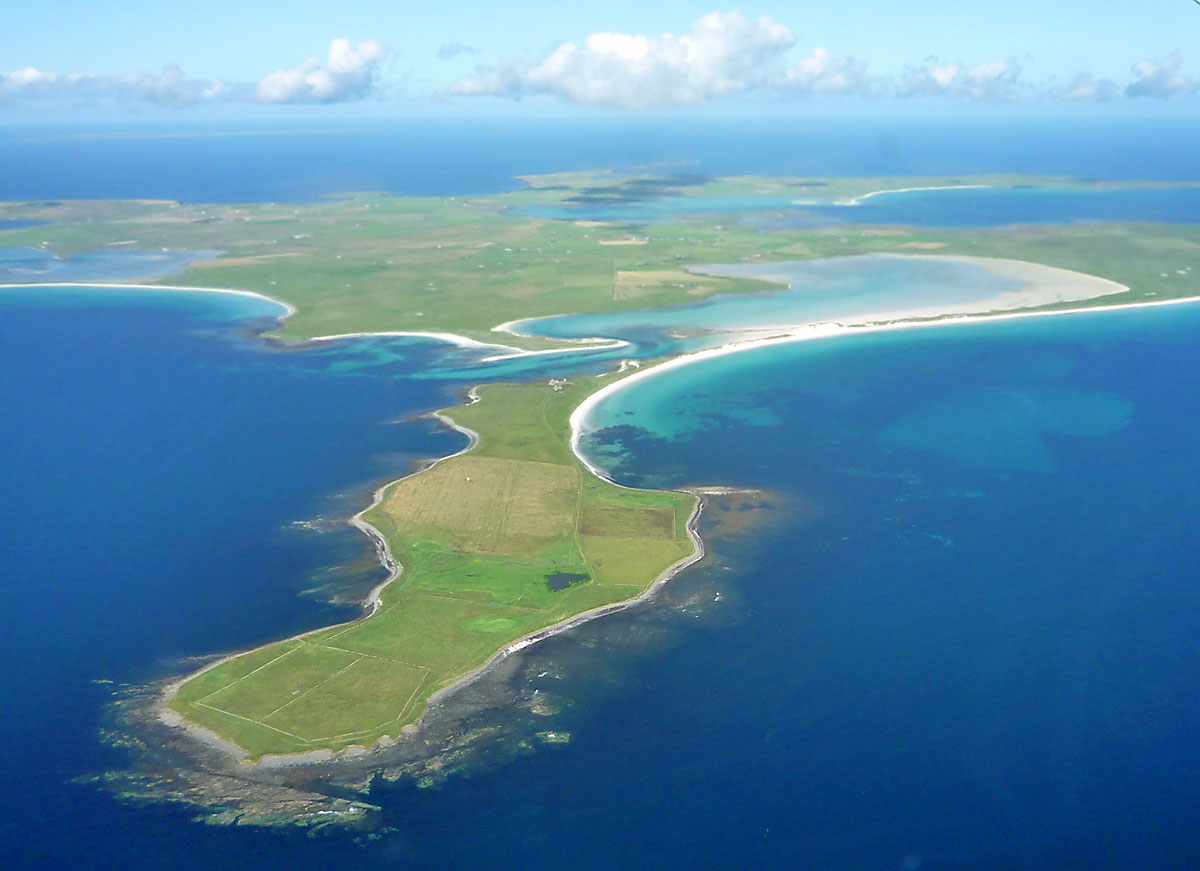
Tresness Halbinsel

Der Tresness Cairn (auch Tres Ness) ist ein neolithischer Stalled Cairn an der Spitze von der Halbinsel Tresness im Südosten der Orkneyinsel Sanday in Schottland.
Es ist ein gut erhaltenes Beispiel eines Stalled Cairns, der jedoch erodiert. Eine Reihe von Strukturen enthüllte einen Umbau und die Wiederverwendung des Denkmals in der Bronzezeit.
Im Jahr 2017 wurde der mit Rasen bedeckten Cairn aus flachen Platten von etwa 12,0 m Länge und 3,0 m Breite ausgegraben. Über der 9,0 m hohen Klippe breitet sich das Cairnmaterial zu beiden Seiten des Zugangs bis zu 3,5 m weit aus. Eine quadratische Kammer mit Sturz über dem Zugang befand sich im Cairnmaterial. Der größte Teil liegt im landeinwärts unter einem Hügel am Rand der Klippe.